# 増田陸 (野球)
増田 陸（ますだ りく、2000年6月17日 - ）は、大阪府大阪市出身のプロ野球選手（内野手）。右投右打。読売ジャイアンツ所属。

## 経歴

### プロ入り前
小学校から軟式野球を始め、中学校では大阪福島リトルシニアに所属。シニアでの同期に野村大樹、濱将乃介らがいた。
明秀学園日立高校では1年秋から遊撃手のレギュラーに定着し、2年夏に主将となる。3年春には選抜大会に出場し、3回戦で敗退。3年夏は県大会で敗退した。高校通算34本塁打。
2018年10月25日に行われたドラフト会議では、読売ジャイアンツから2位指名を受け、11月12日に契約金6000万円、年俸650万円で契約した（金額は推定）。背番号は61。担当スカウトは吉武真太郎。同じ苗字の選手である増田大輝が在籍しているため、報道上およびスコアボード上の表記はフルネームである「増田陸」となる。

### 巨人時代
2019年、入団前から不安を抱えていた左手首の状態が悪化し、6月下旬に有鈎骨骨折と三角線維軟骨複合体損傷の手術を受けたため、シーズンを通して二軍でも出場はなかった。オフに、現状維持の推定年俸650万円で契約を更改した。
2020年も一軍への昇格はなく、イースタン・リーグでは48試合に出場し、打率.162、2本塁打、9打点を記録。オフに、現状維持の推定年俸650万円で契約を更改した。
2021年はイースタン・リーグで50試合に出場したが、打率.236（127打数30安打）と結果を残せず11月15日、育成契約への移行を前提として自由契約とすることを通告された。12月9日、40万円減となる推定年俸610万円で育成選手として再契約した。背番号は061に変更された。
2022年は、春季キャンプを三軍で迎えたものの、2月15日に二軍へ、同19日には一軍へ昇格し、練習試合やオープン戦で打率.308（13打数4安打）と結果を残したことで、3月11日に再び支配下登録されることが発表された。背番号は育成契約前と同じ61。5月7日の東京ヤクルトスワローズ戦で高橋奎二から初安打を放つと、15日の中日ドラゴンズ戦では柳裕也から初本塁打を放った。その後は中田翔に変わって一塁手としての先発出場が増加。6月26日のヤクルト戦では初の一番打者に抜擢され、本塁打を含む初の3安打の活躍を見せた。しかし、7月、8月の月間打率がそれぞれ.172、.182と一転して不振に陥り、入れ替わるように打撃の調子が上がった中田翔に再びスタメンの座を譲ることとなり、8月中旬に出場選手登録を抹消された。その後9月上旬に再び一軍へ昇格、途中出場がメインではあったが月間打率.300を記録。最終的に69試合に出場し、打率.250、5本塁打、16打点ではあったが、得点圏打率は.300（30打数9安打）を記録した。11月30日、1190万円増となる推定年俸1800万円で契約を更改した。
2023年、7月4日の二軍・ロッテ戦で守備中に走者へタッチした際に左肘を負傷し、7月9日に「左肘内側側副じん帯損傷、浅指屈筋損傷」と診断され、1か月ほど離脱した。復帰後も、一軍出場なしでシーズンを終えた。11月29日、350万円減となる推定年俸1450万円で契約を更改した。
2024年、6月13日に同年初めて一軍登録された。同年は一軍では4試合出場で5打数無安打にとどまった。11月13日、150万円減となる推定年俸1300万円で契約を更改した。
2025年、4月30日の広島戦（東京ドーム）で「7番・一塁手」として同年初めて先発起用され、6回に大瀬良大地から左翼線へ2点二塁打を放ち、2022年8月4日の阪神戦以来、3シーズン、1000日ぶりの打点を記録した。7月3日にはプロ初の4番打者（巨人軍第95代4番打者）として出場し、初打席で初安打・初打点を記録した。

## 選手としての特徴
走攻守揃った選手として高校時代には50メートル走6秒2、遠投100メートル、通算34本塁打を記録。内野全ポジションをこなすユーティリティープレイヤー。

## 詳細情報

### 年度別打撃成績
| 年 度     | 球 団     | 試 合 | 打 席 | 打 数 | 得 点 | 安 打 | 二 塁 打 | 三 塁 打 | 本 塁 打 | 塁 打 | 打 点 | 盗 塁 | 盗 塁 死 | 犠 打 | 犠 飛 | 四 球 | 敬 遠 | 死 球 | 三 振 | 併 殺 打 | 打 率 | 出 塁 率 | 長 打 率 | O P S |
| --------- | --------- | ----- | ----- | ----- | ----- | ----- | -------- | -------- | -------- | ----- | ----- | ----- | -------- | ----- | ----- | ----- | ----- | ----- | ----- | -------- | ----- | -------- | -------- | ----- |
| 2022      | 巨人      | 69    | 156   | 140   | 15    | 35    | 6        | 0        | 5        | 56    | 16    | 2     | 0        | 2     | 0     | 13    | 0     | 1     | 42    | 3        | .250  | .318     | .400     | .718  |
| 2024      | 巨人      | 4     | 6     | 5     | 0     | 0     | 0        | 0        | 0        | 0     | 0     | 0     | 0        | 0     | 0     | 0     | 0     | 1     | 1     | 1        | .000  | .167     | .000     | .167  |
| 通算：2年 | 通算：2年 | 73    | 162   | 145   | 15    | 35    | 6        | 0        | 5        | 56    | 16    | 2     | 0        | 2     | 0     | 13    | 0     | 2     | 43    | 4        | .241  | .313     | .386     | .699  |

- 2024年度シーズン終了時

### 年度別守備成績
| 年 度 | 球 団 | 一塁  | 一塁  | 一塁  | 一塁  | 一塁  | 一塁     | 二塁  | 二塁  | 二塁  | 二塁  | 二塁  | 二塁     | 三塁  | 三塁  | 三塁  | 三塁  | 三塁  | 三塁     |
| 年 度 | 球 団 | 試 合 | 刺 殺 | 補 殺 | 失 策 | 併 殺 | 守 備 率 | 試 合 | 刺 殺 | 補 殺 | 失 策 | 併 殺 | 守 備 率 | 試 合 | 刺 殺 | 補 殺 | 失 策 | 併 殺 | 守 備 率 |
| ----- | ----- | ----- | ----- | ----- | ----- | ----- | -------- | ----- | ----- | ----- | ----- | ----- | -------- | ----- | ----- | ----- | ----- | ----- | -------- |
| 2022  | 巨人  | 35    | 241   | 10    | 1     | 23    | .996     | 8     | 9     | 8     | 1     | 2     | .944     | 4     | 1     | 1     | 0     | 0     | 1.000    |
| 2024  | 巨人  | 1     | 8     | 0     | 0     | 0     | 1.000    | -     | -     | -     | -     | -     | -        | -     | -     | -     | -     | -     | -        |
| 通算  | 通算  | 36    | 249   | 10    | 1     | 23    | .996     | 8     | 9     | 8     | 1     | 2     | .944     | 4     | 1     | 1     | 0     | 0     | 1.000    |

- 2024年度シーズン終了時

### 記録
初記録
- 初出場・初打席：2022年5月6日、対東京ヤクルトスワローズ7回戦（東京ドーム）、6回裏に大江竜聖の代打で出場、原樹理から一邪飛[31]
- 初安打：2022年5月7日、対東京ヤクルトスワローズ8回戦（東京ドーム）、5回裏に高橋奎二から右前安打[32]
- 初打点・初本塁打：2022年5月15日、対中日ドラゴンズ9回戦（東京ドーム）、6回裏に桜井俊貴の代打で出場、柳裕也から左越ソロ[33]
- 初先発：2022年5月28日、対北海道日本ハムファイターズ2回戦（札幌ドーム）、「7番・一塁手」で先発出場
- 初盗塁：2022年6月4日、対千葉ロッテマリーンズ2回戦（東京ドーム）、7回裏に二盗（投手：佐藤奨真、捕手：佐藤都志也）

### 背番号
- 61（2019年[6] - 2021年、2022年3月11日[17] - ）
- 061（2022年[16] - 同年3月10日）